# Grand-Plateau-Gletscher
Der Grand-Plateau-Gletscher ist ein 39 km langer Gletscher im US-Bundesstaat Alaska. Er befindet sich im Glacier-Bay-Nationalpark etwa 116 km östlich der Siedlung Yakutat. Der Gletscher wurde von Jean-François de La Pérouse im Jahr 1786 als Le Plateau bezeichnet. Später wurde die heutige Bezeichnung, im Englischen Grand Plateau Glacier, übernommen.

## Geografie
Der Grand-Plateau-Gletscher hat sein Nährgebiet an der Nordflanke des Mount Fairweather an der Grenze zur kanadischen Provinz British Columbia. Er strömt in überwiegend nordwestlicher Richtung. Der Hauptarm des Gletschers mündet in einen Gletscherrandsee an der Küste des Pazifischen Ozeans, der ins Meer abfließt. Ein westlicher Seitenarm mündet in den Alsek Lake. 